# Улица Ленина (Воронеж)
Улица Ленина — улица Центрального района Воронежа. Как продолжение Проспекта Революции соединяет, продолжаясь улицей Ломоносова, исторический центр города с Северным микрорайоном Воронежа и выездом на Задонское шоссе. Протяжённость улицы около 1 600 метров. Одна из главных транспортных магистралей города.

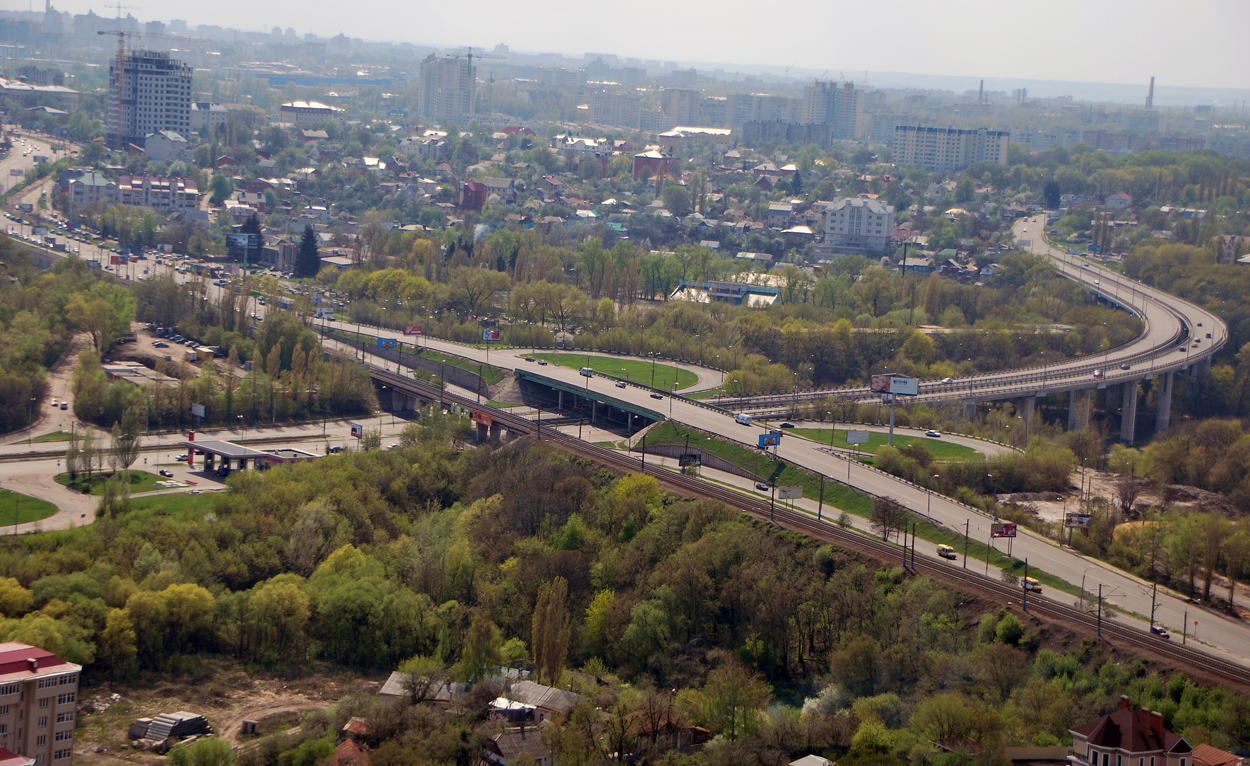
Транспортная развязка у соединения улиц Ленина и Ломоносова

## История
Сформировалась как проезд вдоль железнодорожного пути ЮВЖД. Впервые указана на картах в 1899—1901 годах. Как главная улица Троицкой слободы со временем получила наименование Большая Троицкая. Долгое время район улицы была городской окраиной, в городскую черту она вошла в 1924 году. Ещё в 1844 году в районе улицы был открыт питомник (помологический рассадник), предполагалось использовать его для выращивания деревьев, а также садовых и декоративных растений, довольно скоро количество саженцев достигло нескольких тысяч, и он стал именоваться ботаническим садом, часть питомника использовалась горожанами как место для прогулок.
Современное название, с 1923 года, в честь создателя Советского государства Владимира Ильича Ленина (1870—1924).
В 1925 году была благоустроена. В 1926 году по улице был пущен трамвай. В начале 1930-х годов на улице по проектам воронежского архитектора Александра Попова-Шамана были возведены объекты социалистической индустриализации — новая школа (ныне — средняя школа № 5, до войны здесь учился будущий космонавт Константин Феоктистов (1926—2009), на здании школы открыта мемориальная доска) и здание пожарной части
В 1932 году, в открытом тремя годами ранее городском парке Динамо, был открыт стадион «Динамо». На части прилегающей территории за стадионом ещё до его открытия был организован ПКиО, в 1929 году получивший имя Кагановича. В годы Великой Отечественной войны здесь проходили ожесточённые бои, 165 погибших защитников города были похоронены на этой территории в братской могиле.
В 1950-х годах на улице был выстроен комплекс Педагогического института.
В 1957 году Парк культуры и отдыха сменил название и стал имени Горького, а с конца 1960-х Центральным парком.

## Достопримечательности
д. 12 — Стадион «Динамо»
д. 73а — Воронежский институт высоких технологий
д. 79 — Пожарная часть № 1 Центрального района (Мемориальная доска П. Я. Анищенкову)
д. 86 — Воронежский государственный педагогический институт. Бывшая дача П. П. Вяхиревой (ныне — библиотека Педагогического института)
д. 88 — Средняя школа № 5 им. К. П. Феоктистова (бывшая средняя школа № 2 ЮВЖД)
д. 96 — Здание завода «Товарищества Бухонов и Гаусман»
д. 110 — Дом Егорова

## Галерея

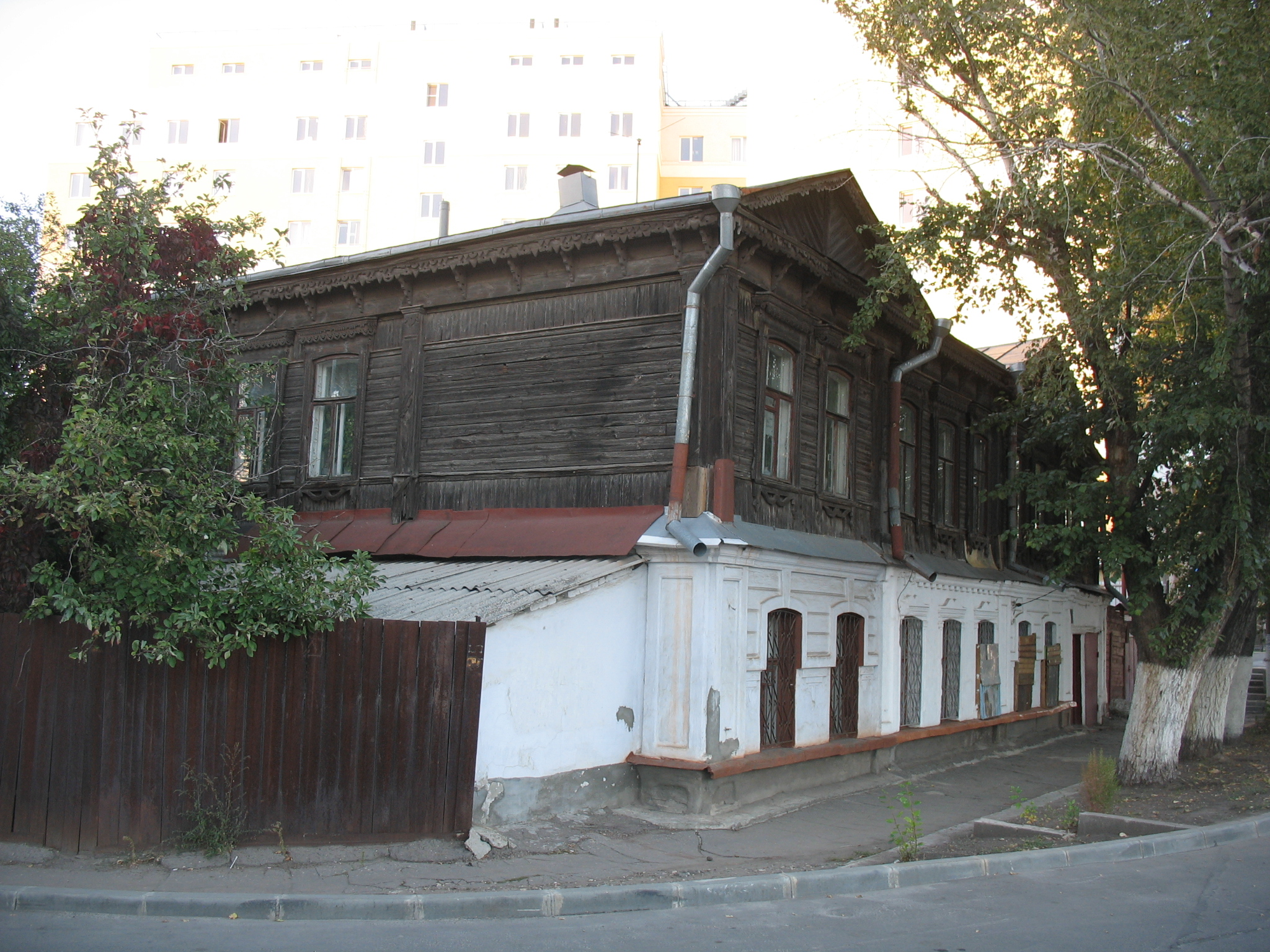
Бывший дом Егорова
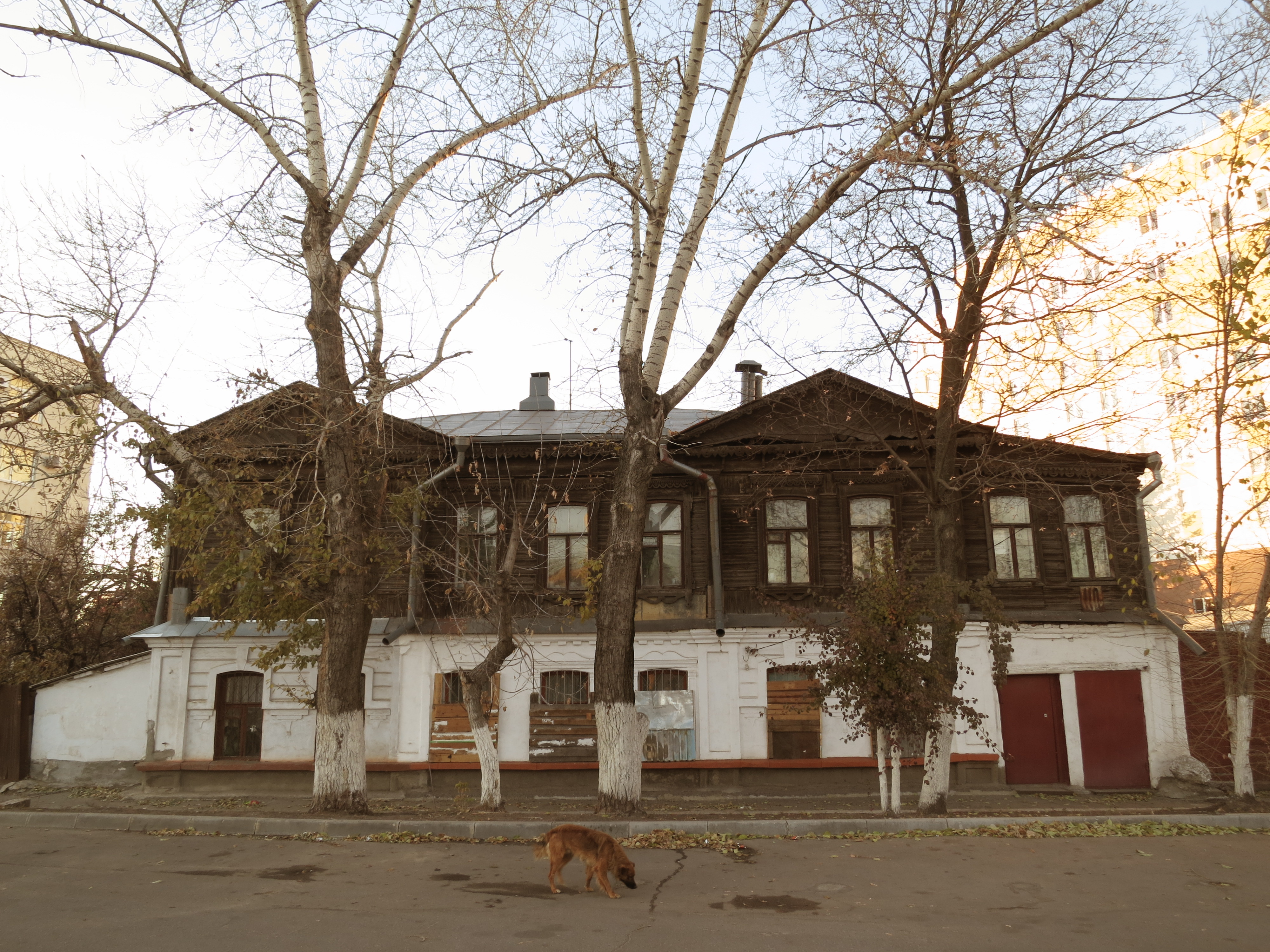
Бывший дом Егорова
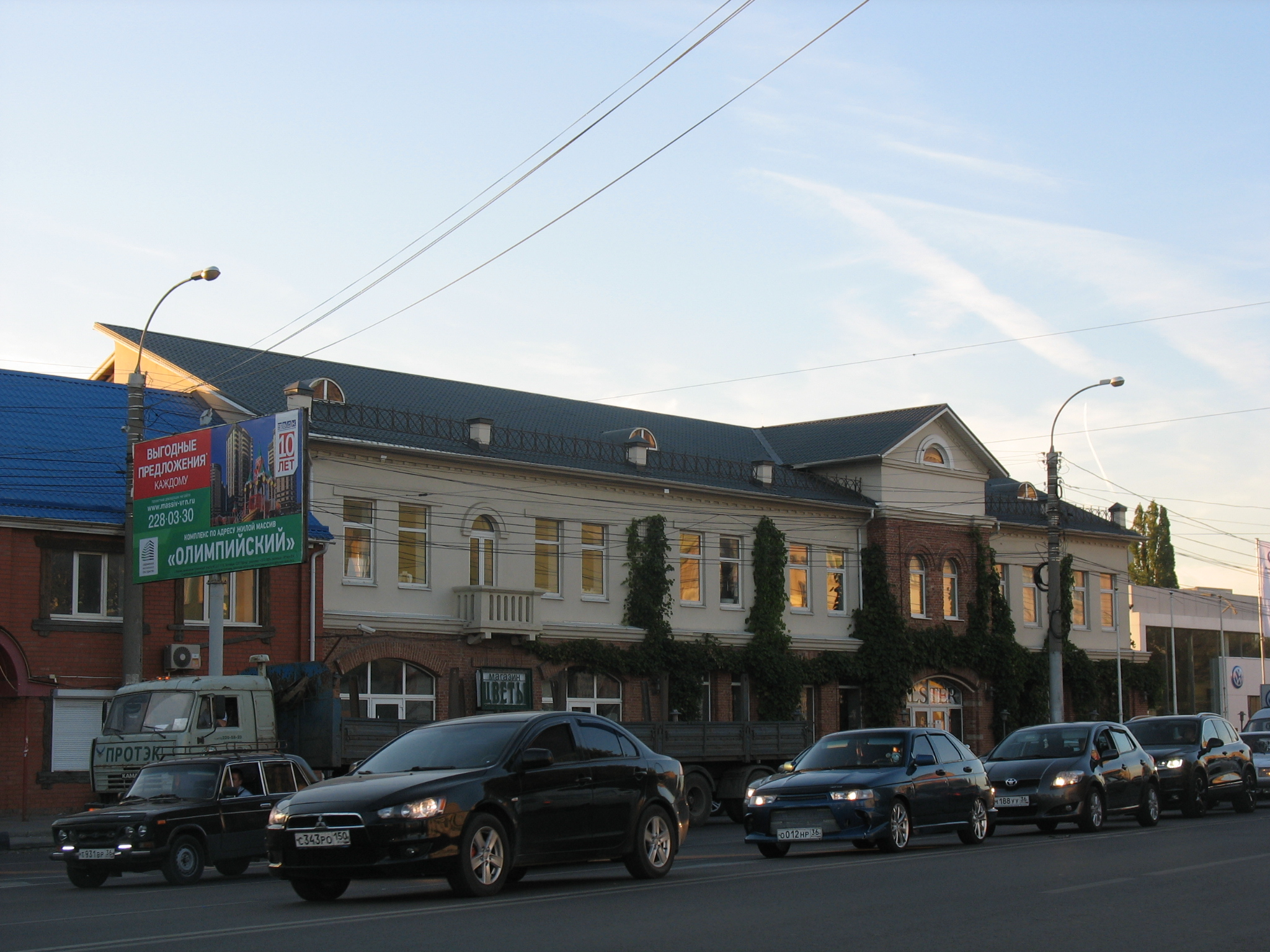
Здание бывшего завода Гаусмана и Бухонова
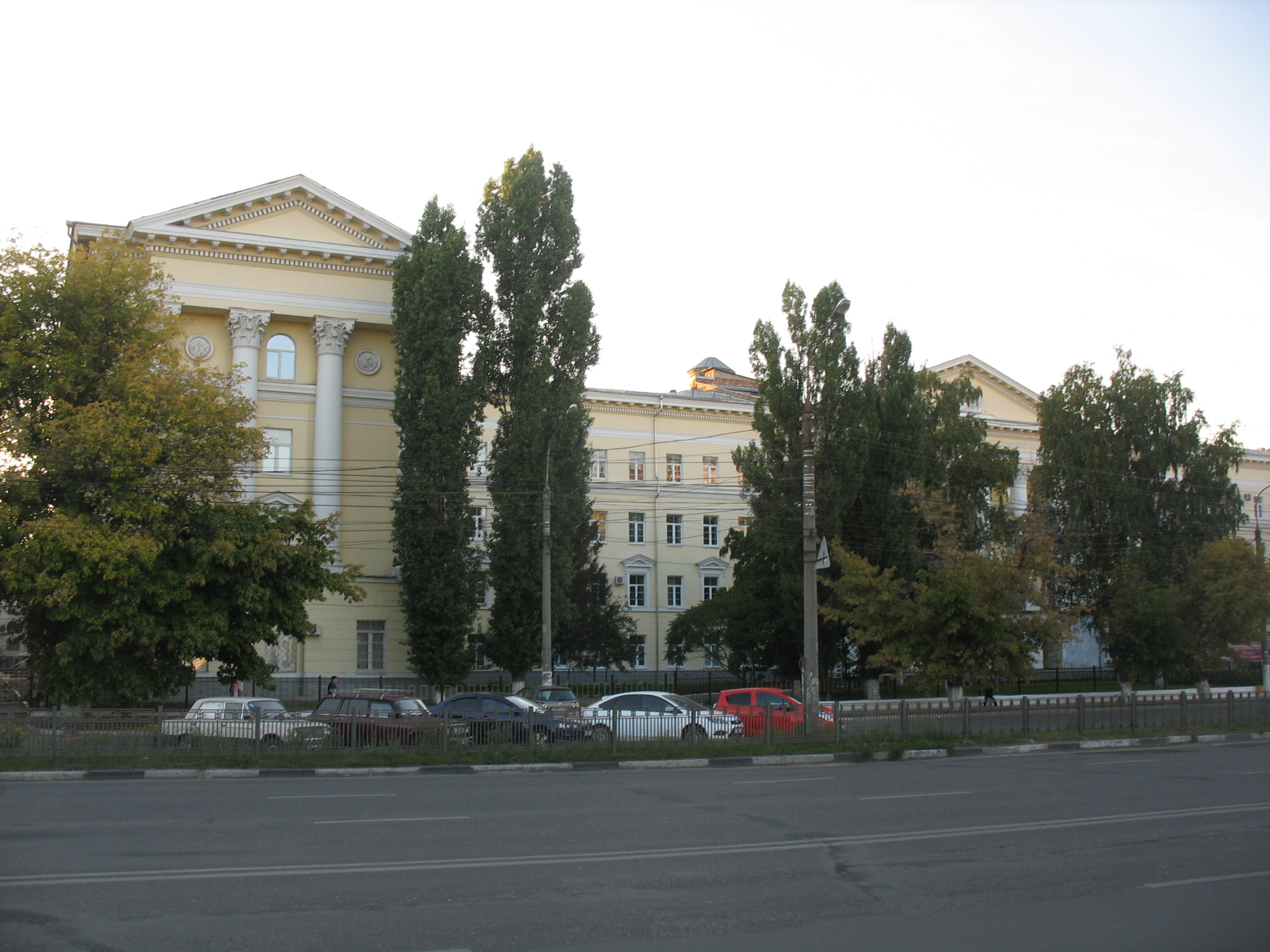
Здание ВГПУ
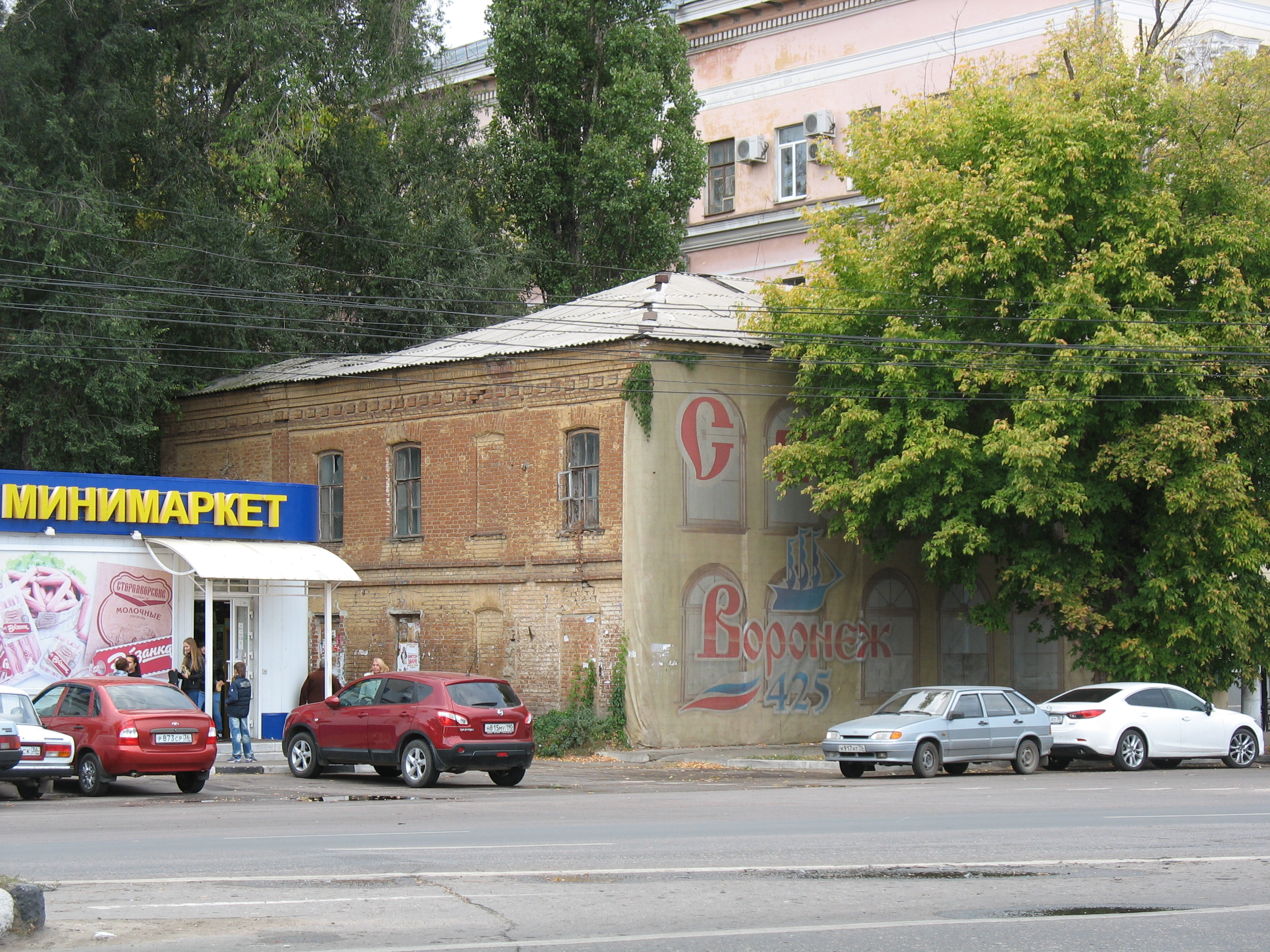
Бывшая дача Вяхиревой
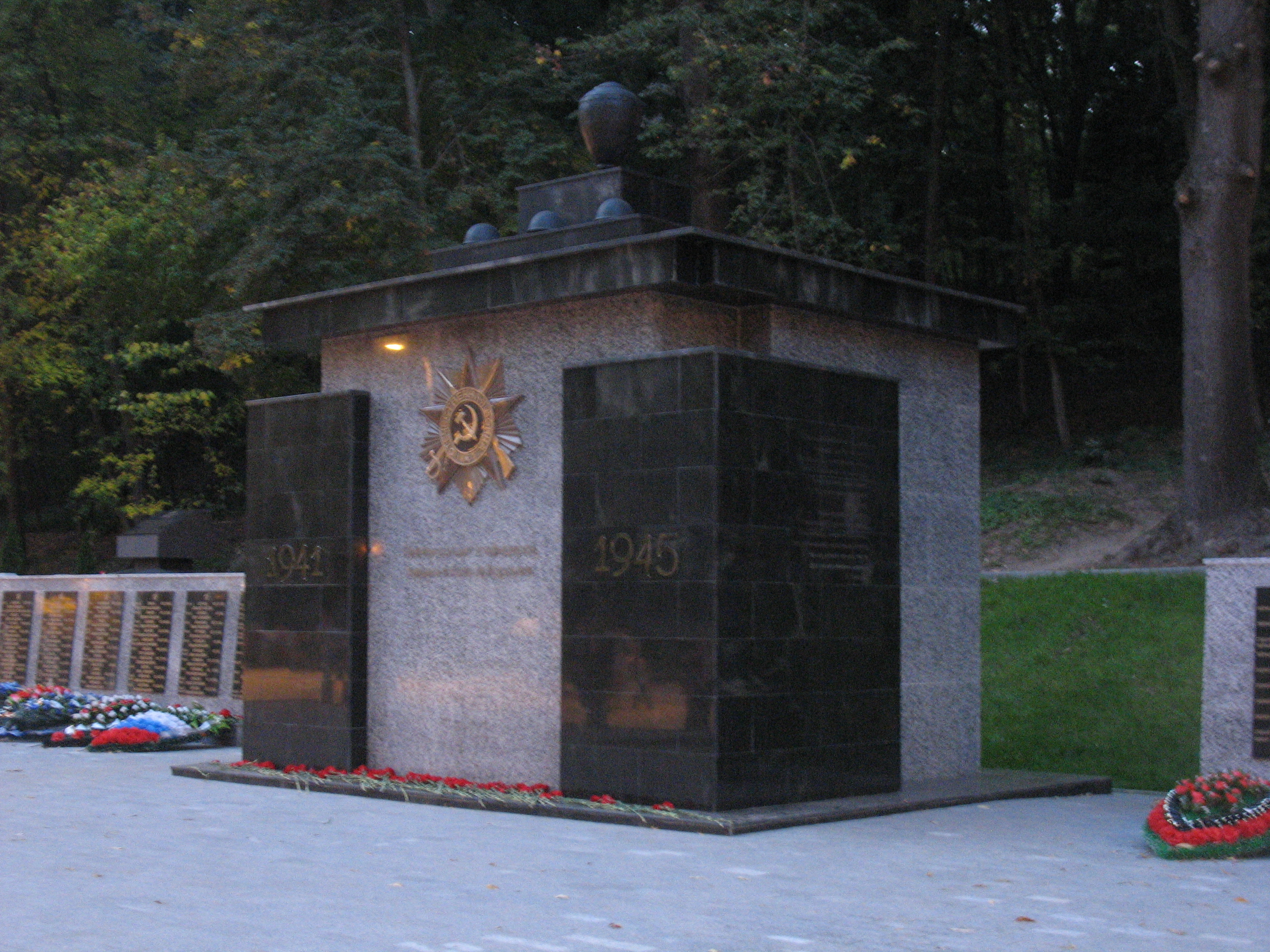
Братская могила № 13. ЦПКиО.